# Yōichi Midorikawa
Yōichi Midorikawa (緑川 洋一, Midorikawa Yōichi), né le 4 mars 1915 - mort le 14 novembre 2001, est un photographe japonais.